# 헬가 단츠베르가
헬가 단츠베르가(라트비아어: Helga Dancberga, 러시아어: Хе́лга Рола́ндовна Да́нцберга 헬가 롤란도브나 단츠베르가[*], 1941년 11월 18일~2019년 11월 17일)는 라트비아의 배우이다.

## 경력
1941년 라트비아 소비에트 사회주의 공화국의 수도 리가에서 롤란츠 단츠베르크스와 밀다 단츠베르가 부부의 딸로 태어났다. 
1960년 리가 국립 제1 김나지움를 졸업한 후 1961년 다일레스 극장 단원이 되어 배우 생활을 시작했다. 배우 생활 도중인 1984년 라트비아 음악원을 졸업했다.

## 개인사
작곡가인 이만츠 칼닌슈와 결혼했으며 장녀 다나(1967년~). 쌍둥이 남매 레지야와 크리스츠(1970~)를 낳았다. 다나는 의사, 크리스츠는 성직자로 일했고 레지야는 어머니 헬가를 따라 배우로 활동하고 있다.